# Josef Grünfeld

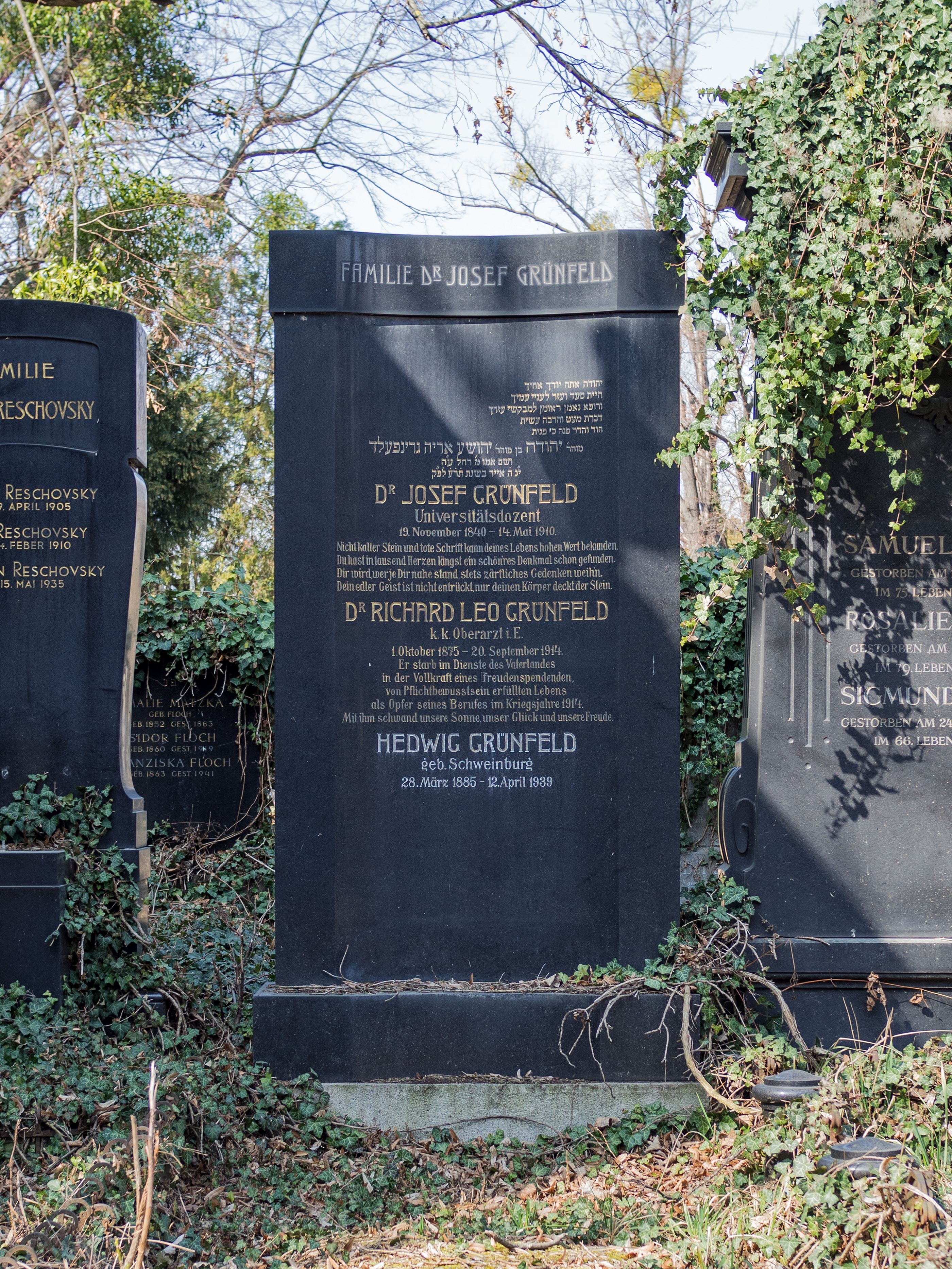
Grabstein am Wiener Zentralfriedhof

Josef Grünfeld (* 19. November 1840 in Györke, Slowakei; † 14. Mai 1910 in Wien) war ein österreichischer Mediziner (Dermatologie, Urologie).
Grünfeld studierte in Pest Medizin und promovierte 1867 an der Universität Wien. Danach war er in der Abteilung Dermatologie der Universität Wien bei Carl Ludwig Sigmund von Ilanor und habilitierte sich 1881 in Dermatologie und Syphiliskunde. 1885 übernahm er die Leitung einer für ihn eingerichteten 2. dermatologischen Abteilung der Allgemeinen Poliklinik in Wien, die er bis 1907 innehatte. Er war Privatdozent an der Universität Wien.
Grünfeld entwickelte ein Endoskop für die Harnröhre und nutzte dieses in der Untersuchung von Krankheiten von Harnröhre und Harnblase und hielt darüber Vorlesungen. Das war noch vor der Einführung des elektrisch beleuchteten Endoskops in der Urologie durch Maximilian Nitze.
Von ihm stammen Artikel in der Real-Encyclopädie der gesammten Heilkunde.
Ab 1874 war er mit der Vereinsfunktionärin und Philanthropin Sophie Grünfeld verheiratet.

## Werke
- Beiträge zu Albert Eulenburgs Real-Encyclopädie der gesammten Heilkunde. Erste Auflage.
  - Band 1 (1880) (Digitalisat), S. 727–733 Balanitis
  - Band 2 (1880) (Digitalisat), S. 7–13: Bartholinischer Abscess; S. 605–636: Bubo
  - Band 3 (1880) (Digitalisat), S. 406–408: Condom; S. 408–419: Condylome; S. 631–633: Dactylitis syphilitica
  - Band 4 (1880) (Digitalisat), S. 127–129: Diaphanoscopie; S. 593–618: Endoscopie; S. 689–696: Epididymitis
  - Band 6 (1881) (Digitalisat), S. 406–414: Hereditäre Syphilis
  - Band 11 (1882) (Digitalisat), S. 328–332: Radesyge
  - Band 12 (1882) (Digitalisat), S. 84–106: Schanker
  - Band 13 (1883) (Digitalisat), S. 276–359: Syphilis; S. 359–360: Syphilisation; S. 663–685: Tripper
  - Band 14 (1883) (Digitalisat), S. 177–186: Unitätslehre; S. 545–555: Visceralsyphilis; S. 556–565: Vorderarm
- Zweite Auflage.
  - Band 1 (1885) (Digitalisat), S. 503–508: Antimercurialismus